# Андреа Гез
Андреа Миа Гез (енгл. Andrea Mia Ghez; Њујорк, 16. јун 1965) амерички је астроном и професор на Департману за физику и астрономију Универзитета Калифорније у Лос Анђелесу. Њено истраживање је усредсређено на средиште галаксије Млијечни пут. 2020. године је постала четврта жена којој је додијељена Нобелова награда за физику, коју је подијелила са Рајнхардом Генцелом и Роџером Пенроузом. Гезовој и Генцелу је Нобелова награда додијељена за откриће супермасивног компактног објекта, сада познатог као црна рупа, у центру галаксије Млијечни пут.

## Младост и образовање
Гезова је рођена у Њујорку, као ћерка Сузен (Гејтон) и Гилберта Геза. Њен отац, јеврејских коријена, рођен је у Риму у Италији, у породици која је поријеклом из Туниса и Франкфурта. Њена мајка је из ирске католичке породице из Норт Етлбороа у Масачусетсу.
У дјетињству се са породицом из Њујорка преселила у Чикаго. Пројекат Аполо је инспирисао Гезову да тежи ка томе да постане први женски астронаут, а мајка ју је охрабривала у овој намјери. Жена која јој је била највећи узор била је њена професорка хемије у средњој школи. Започела је студије математике, а затим се пребацила на физику. Дипломирала је физику на Масачусетском технолошком институту 1987. године, а докторирала на Универзитету Калифорније 1992. године, под менторством Герија Нојгебауера.

## Каријера
Истраживање Гезове користи технике снимања високе просторне резолуције, попут адаптивног оптичког система на телескопима Кек, за проучавање региона које формирају звијезде и супермасивне црне рупе у средишту Млијечног пута, познатог и као Стријелац А*. Као сонду за истраживање овог региона користи кинематику звијезда у близини центра Млијечног пута. Висока резолуција телескопа Кек имала је утицаја на значајан напредак у односу на прво велико истраживање кинематике галактичког центра које је урадила група Рајнхарда Генцела.
Гезова је 2004. године примљена у Националну академију наука, а 2019. године изабрана је за члана Америчког друштва физичара.
Појавила се у многим телевизијским документарним филмовима телевизијских мрежа попут BBC, Discovery Channel и History Channel. Појавила се у епизоди PBS-ове серије Nova 2006. године. Часопис Discover је 2000. године навео Гезову као једну од 20 перспективних младих америчких научника у својим областима.

## Одабрана дјела

### Научни чланци
- Ghez, Andrea M.; Neugebauer, Gerry; Matthews, K. (1993). „The Multiplicity of T Tauri Stars in the Taurus-Auriga & Ophiuchus-Scorpius Star Forming Regions: A 2.2 micron Imaging Survey” (PDF). Astronomical Journal. 106: 2005—2023. Bibcode:1993AJ....106.2005G. doi:10.1086/116782.
- Ghez, Andrea M.; White, Russel J.; Simon, M. (1997). „High Spatial Resolution Imaging of Pre-Main Sequence Binary Stars: Resolving the Relationship Between Disks and Close Companions”. Astrophysical Journal. 490 (1): 353—367. Bibcode:1997ApJ...490..353G. doi:10.1086/304856 .
- Ghez, Andrea M.; Klein, B. L.; Morris, M.; Becklin, E.E. (1998). „High Proper Motions in the Vicinity of Sgr A*: Evidence for a Massive Central Black Hole”. Astrophysical Journal. 509 (2): 678—686. Bibcode:1998ApJ...509..678G. S2CID 18243528. arXiv:astro-ph/9807210 . doi:10.1086/306528.
- Ghez, A. M.; Morris, M.; Becklin, E. E.; Tanner, A.; Kremenek, T. (2000). „The Accelerations of Stars Orbiting the Milky Way's Central Black Hole”. Nature. 407 (6802): 349—351. Bibcode:2000Natur.407..349G. PMID 11014184. S2CID 312384. arXiv:astro-ph/0009339 . doi:10.1038/35030032.
- Ghez, A. M.; Duchêne, G.; Matthews, K.; Hornstein, S. D.; Tanner, A.; Larkin, J.; Morris, M.; Becklin, E. E.; S. Salim (1. 1. 2003). „The First Measurement of Spectral Lines in a Short-Period Star Bound to the Galaxy's Central Black Hole: A Paradox of Youth”. Astrophysical Journal Letters (на језику: енглески). 586 (2): L127. Bibcode:2003ApJ...586L.127G. S2CID 11388341. arXiv:astro-ph/0302299 . doi:10.1086/374804.
- Ghez, A. M.; Salim, S.; Weinberg, N. N.; Lu, J. R.; Do, T.; Dunn, J. K.; Matthews, K.; Morris, M. R.; Yelda, S. (1. 1. 2008). „Measuring Distance and Properties of the Milky Way's Central Supermassive Black Hole with Stellar Orbits”. Astrophysical Journal (на језику: енглески). 689 (2): 1044—1062. Bibcode:2008ApJ...689.1044G. S2CID 18335611. arXiv:0808.2870 . doi:10.1086/592738.

### Књиге
- Ghez, Andrea Mia; Cohen, Judith Love (2006). You Can Be a Woman Astronomer. Cascade Pass. ISBN 978-1-880599-78-5.